# Carta di pagamento
Una carta di pagamento è una tessera di plastica emessa da una banca o da un altro istituto finanziario che permette al proprietario (titolare della carta) di usufruire di diversi servizi finanziari. Con tale strumento i pagamenti non sono effettuati  per mezzo di denaro contante ma tramite moneta elettronica. 
Può essere a banda magnetica o a chip (sul quale vengono memorizzate informazioni confidenziali per l'utilizzo) o entrambe, con o senza codice identificativo utente segreto abbinato. Fra i vantaggi/motivi che spingono all'uso delle carte di pagamento vi è in generale il fattore intrinseco di maggior praticità rappresentato dalla riduzione del volume del contante e gli alti costi sostenuti per il conteggio e il trasporto delle masse di denaro contante. L'uso diffuso delle carte di pagamento dovrebbe inoltre aiutare nell'incremento del volume del commercio. Un punto cruciale e fondamentale è legato alla sicurezza dei pagamenti elettronici.

## Descrizione
I due servizi primari per i quali essa viene solitamente rilasciata ed usata sono di:
- prelievo presso sportelli automatici bancari (talora impropriamente chiamati in Italia bancomat, in ragione della presenza di tale Circuito su pressoché tutti gli sportelli, e nei paesi anglosassoni "ATM", ovvero Automated Teller Machine). Bancomat è infatti un marchio registrato[1] di proprietà del Consorzio Bancomat, ed è la denominazione commerciale che identifica uno solo dei circuiti esistenti, ancorché il più diffuso.
- pagamento presso punti vendita dotati di terminali "POS"[2].

Oltre ai servizi primari di prelievo e pagamento (pagamenti su  Internet, pagamenti di bollette, ricariche cellulari, pagamenti pedaggi autostradali e simili), sono spesso disponibili servizi secondari come consultazione estratto conto, offerta di servizi di assicurazione e assistenza e simili.
La categorizzazione principale delle carte di pagamento è quella che le distingue in base al momento in cui al titolare della carta vengono addebitati i fondi spesi o prelevati. In questo senso, esistono tre tipi di carte:
- Carte prepagate ("pay before"). Al titolare di queste carte i fondi vengono addebitati nel momento in cui vengono "caricati" sul conto collegato alla carta, quindi ancor prima di essere spesi. I programmi di carte prepagate più diffusi in Italia sono Postepay, emessa dall'omonima azienda controllata da Poste italiane[3], PayPal e Viacard.

- Carte di debito ("pay now"), erroneamente note in Italia come carte "bancomat", dal nome del principale circuito di prelievo e pagamento a cui si appoggiano. Al titolare di queste carte i fondi spesi o prelevati vengono addebitati sul proprio conto corrente nel momento stesso in cui vengono spesi o prelevati (o comunque entro poche ore). In Italia i principali circuiti sono: Bancomat® e PagoBancomat®, gestiti dal  Consorzio Bancomat, Maestro gestito da MasterCard®, V PAY, gestito da Visa, Postamat di Poste Italiane, e Viacard.

- Carte di credito ("pay later"). Con queste carte il titolare si avvantaggia di una certa dilazione temporale tra il momento in cui spende o preleva ed il momento in cui i fondi gli verranno addebitati dall'istituto finanziario emittente. In realtà le carte di credito propriamente dette sono quelle che offrono una vera e propria linea di credito, il cui pagamento è rateizzabile secondo varie modalità, a fronte del pagamento mensile di una rata minima. Questo tipo di carta viene comunemente chiamato "carta revolving". In Italia circolano le cosiddette carte di credito "a saldo" (o "charge"), in cui il rimborso dell'intera quota del plafond di spesa è dovuta solitamente entro il 15 del mese successivo. Il più diffuso circuito su cui si appoggiano i programmi di carte di credito è Visa, seguito da MasterCard e American Express[4]. In Italia, frequentemente, si usa in modo improprio l'espressione carta di credito come sineddoche per indicare genericamente tutti i tipi di carta di pagamento.

### Sicurezza: clonazione delle carte di pagamento
La legge tutela gli utenti dalla clonazione e uso fraudolento delle carte di pagamento.
Tramite diverse tecniche, terzi possono riuscire a duplicare le carte di pagamento ed entrare in possesso del relativo PIN. Possono impiegare le carte duplicate per prelevare somme di denaro o fare acquisti a spese dei veri proprietari, o rivendere ad altri le carte duplicate, per gli stessi usi.
Le società emittenti le carte e le banche non sono tenute da norme specifiche ad effettuare controlli preventivi, per evitare la clonazione delle carte, o a diffondere queste informazioni. Alcuni soggetti effettuano questi controlli e notificano le informazioni verso una parte della loro clientela. Ad esempio:
- pubblicare nel sito l'elenco degli ATM e POS di cui è stata accertata la manomissione, in modo che i clienti possano bloccare preventivamente le carte, prima che vengono utilizzate quelle clonate;

- dai POS o ATM dove è stata utilizzata una carta bloccata e clonata, verificare le carte movimentate nelle settimane precedenti, incrociare i dati con quelli delle banche dove i titolari hanno il conto, e notificare il fatto a quelli che hanno il conto corrente in filiali lontane, che nello stesso periodo, abitualmente, effettuano movimenti con la carta altrove;

- estrarre dalla banca dati della società che gestisce un POS o ATM manomesso le transazioni effettuate in questi terminali nelle settimane precedenti l'accertamento, notificando il fatto ai proprietari delle carte che potrebbero essere state clonate;

- incrociare queste informazioni con quelle degli istituti nei quali hanno il conto corrente i possessori delle carte sospette: in particolare, a quanti dall'estratto conto risultano aver effettuato negli stessi periodi, e abitualmente, prelievi o pagamenti presso POS o ATM distanti da quelli clonati;

- controllare i movimenti delle carte per luogo e data-ora se risultano prelievi da ATM in luoghi lontani a breve distanza di tempo, la carta è evidentemente stata clonata.

Le carte di pagamento possono essere bloccate esclusivamente dall'emittente (o dal numero verde che gestisce questo servizio), relativamente all'intera rete, e il blocco non può essere annullato. Una volta bloccata, la carta non è più utilizzabile. Manca un secondo livello di blocco, annullabile quando necessario, che permetta a utenti e filiali non possono limitare l'utilizzo delle carte per tipo di movimento (es.: solo prelievi e non pagamenti) o per area geografica (es.: prelievi da soli ATM italiani).
L'utente deve chiedere il blocco della carta, presentare denuncia a Carabinieri o Polizia, chiedere alla società emittente la carta il rimborso del danno in conto capitale mediante storno delle transazioni disconosciute. Restano a carico del cliente le commissioni di prelievo e l'eventuale commissione di massimo scoperto.
Generalmente, le società emittenti hanno delle coperture assicurative che rimborsano i clienti delle banche, in caso di uso fraudolento o clonazione delle carte. In questi casi, comunque, l'emittente è tenuto al rimborso è al 100% senza applicazione di franchigie, essendo il danno non imputabile a negligenza del cliente.
La legge italiana in particolare dispone: l'istituto di emissione della carta di pagamento riaccredita al consumatore i pagamenti dei quali questi dimostri [..] l'effettuazione mediante l'uso fraudolento della propria carta di pagamento da parte del fornitore o di un terzo […].
Non sussistono, invece, tempi perentori per il rimborso, oltre i quali l'emittente la carta debba pagare una penale ai clienti, in ragione del ritardo. Il Consorzio Patti Chiari obbliga gli istituti italiani a liquidare i rimborsi entro 15 giorni lavorativi dalla richiesta.
La Corte di Cassazione, per la prima volta nel 2007, ha riconosciuto anche la responsabilità degli istituti di credito quali operatori professionali non solamente "all'attività di esecuzione di contratti bancari in senso stretto, ma anche in relazione ad ogni tipo di atto o di operazione oggettivamente esplicati". Di conseguenza, "la banca emittente della carta di debito o di credito è responsabile, fino a prova contraria, dell'approntamento dei mezzi meccanici, della loro idoneità e del loro funzionamento e, comunque, degli errori dovuti a dolo o colpa grave" (Prima Sezione Civile, Sentenza n. 13777 del 2007).
 
La negligenza dell'utente nel ritardato od omesso blocco della carta e denuncia alle autorità non esime la banca da queste responsabilità tecniche.
Parte della giurisprudenza interpreta come omissione degli obblighi contrattuali di diligenza, correttezza e buona fede verso i clienti, la condotta delle banche che non avvisano gli utenti che hanno effettuato prelievi da ATM che risultano essere manomessi, e che rischiano la clonazione e l'uso fraudolento delle carte. È pure censurabile come dolo o colpa grave, e in sede di risarcimento danni, la condotta di diffondere a mezzo stampa dichiarazioni in merito alla tempestiva identificazione degli ATM manomessi e assenza di pericoli, per evitare i costi legati al blocco in via cautelativa e alla richiesta di nuove carte, alla chiusura di conti correnti perché i clienti cambiano banca, o che per una paura non controllata creano episodi di corsa agli sportelli.